# Najlepszy Sędzia Serie A
Najlepszy Sędzia Serie A - tytuł przyznawany przez AIC (Związek Piłkarzy we Włoszech) arbitrom, którzy zostali uznani za najlepszych w danym sezonie Serie A.
Nagroda jest częścią uroczystości rozdania Piłkarskich Oskarów i jest uznawana za najbardziej prestiżową we włoskiej piłce nożnej.

## Laureaci i nominowani
Laureaci są wyróżnieni żółtym kolorem tła i pogrubieniem pisma
| Rok                  | Arbiter |
| -------------------- | ------- |
| 1997                 |         |
| Pierluigi Collina    |         |
| Robert Anthony Boggi |         |
| Stefano Braschi      |         |
| 1998                 |         |
| Pierluigi Collina    |         |
| Robert Anthony Boggi |         |
| Stefano Braschi      |         |
| 1999                 |         |
| Stefano Braschi      |         |
| Robert Anthony Boggi |         |
| Pierluigi Collina    |         |
| 2000                 |         |
| Pierluigi Collina    |         |
| Stefano Braschi      |         |
| Roberto Rosetti      |         |
| 2001                 |         |
| Stefano Braschi      |         |
| Pierluigi Collina    |         |
| Roberto Rosetti      |         |
| 2002                 |         |
| Pierluigi Collina    |         |
| Stefano Braschi      |         |
| Roberto Rosetti      |         |
| 2003                 |         |
| Pierluigi Collina    |         |
| Gianluca Paparesta   |         |
| Roberto Rosetti      |         |
| 2004                 |         |
| Pierluigi Collina    |         |
| Gianluca Paparesta   |         |
| Roberto Rosetti      |         |
| 2005                 |         |
| Pierluigi Collina    |         |
| Gianluca Paparesta   |         |
| Roberto Rosetti      |         |
| 2006                 |         |
| Roberto Rosetti      |         |
| Domenico Messina     |         |
| Gianluca Paparesta   |         |
| 2007                 |         |
| Roberto Rosetti      |         |
| Nicola Rizzoli       |         |
| Massimiliano Saccani |         |
| 2008                 |         |
| Roberto Rosetti      |         |
| Emidio Morganti      |         |
| Massimiliano Saccani |         |
| 2009                 |         |
| Roberto Rosetti      |         |
| Emidio Morganti      |         |
| Nicola Rizzoli       |         |
|                      |         |
| 2010                 |         |
| Emidio Morganti      |         |
| Nicola Rizzoli       |         |
| Paolo Tagliavento    |         |

## Wielokrotni laureaci
Lista sędziów, którzy zdobyli więcej niż jeden tytuł.
- 7 Pierluigi Collina
- 4 Roberto Rosetti
- 2 Stefano Braschi